# Standard Missile

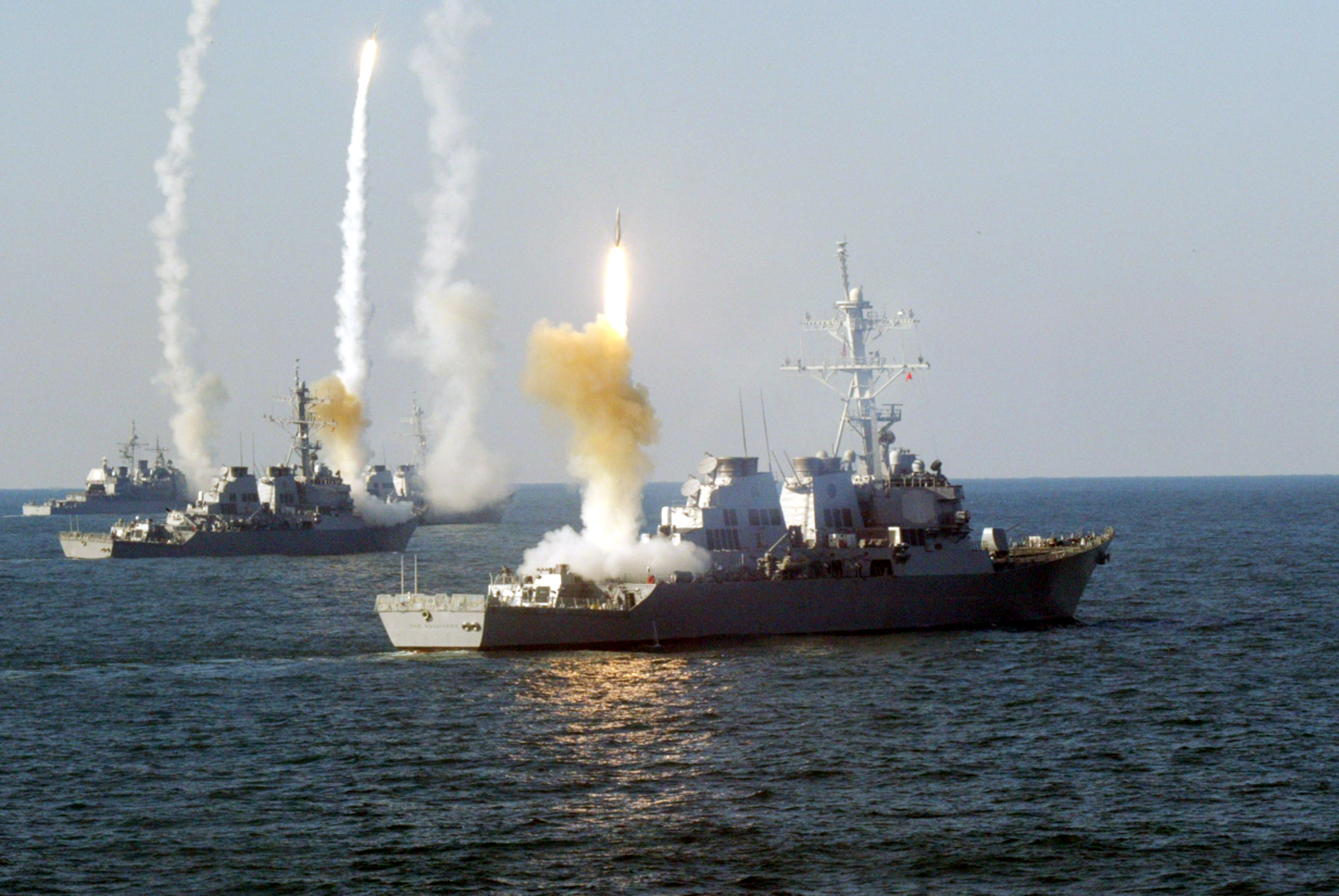
Während der Übung VANDALEX startet das US-Geschwader massenhaft Standard Missiles, um eine anfliegende Salve von Seezielflugkörpern abzuwehren

Der Ausdruck Standard Missile bezeichnet eine Produktfamilie von Raketenwaffen, die vorrangig als Boden-Luft-Raketen mittlerer bis hoher Reichweite entwickelt wurden. Es gibt sie in Varianten zur Abwehr von ballistischen Raketen und als Luft-Luft-Rakete.
Der erste Produzent war General Dynamics. Die meisten Varianten wurden von der Standard Missile Cooperation, einem Joint Venture von Hughes Aircraft und Raytheon, entwickelt. Bis 2001 wurden mehr als 21.000 Standard-Lenkwaffen hergestellt. Stand 2023 ist Raytheon mit Sitz in Tucson, eine Tochtergesellschaft des Konzerns RTX Corporation, der alleinige Produzent.

## Entwicklung
Die ersten Standard Missile wurden in den 1960er Jahren als Nachfolger für die Flugabwehrraketen der Typen RIM-2 Terrier und RIM-24 Tartar entwickelt, die seit den 1950er-Jahren auf einer Vielzahl von Schiffen der US-Marine eingesetzt waren. Sie wurden im Vietnamkrieg eingesetzt. Die SM-1 besaß den gleichen Rumpf wie ihre Vorgängerin, die Tartar, um so einfacher mit den bereits vorhandenen Startvorrichtungen und Magazinen verwendet werden zu können. Die SM-2, auch als Standard Missile 2 bekannt, wurde in den 1970er-Jahren entwickelt und ist Teil des Aegis-Kampfsystems sowie des New Threat Upgrade (NTU). In den frühen 1980er-Jahren war eine wichtige Entscheidung, die Rakete vertikal starten zu können. Sowohl die SM-1 als auch SM-2 wurden kontinuierlich weiterentwickelt. Allerdings sind alle Varianten halbaktiv zielsuchend, weshalb ein Feuerleitradar das Ziel im Endanflug beleuchten muss. Um das Problem zu umgehen, wird seit 2011 mit der SM-6 eine „Fire-and-Forget“-Version angeboten.
Bestimmte Versionen der Standard Missile wurden als Basis für das Terminal-High-Altitude-Area-Defense-System (THAAD) verwendet. Ursprünglich wurden zwei Systeme entwickelt, die sogenannte Navy Area und Navy Theater-Wide. Die Entwicklung des Navy-Area-Systems wurde aufgrund von zeitlichen Verzögerungen und einer Kostenexplosion durch das US-Verteidigungsministerium gestoppt. Das System Navy Theater-Wide wird unter einem anderen Namen als Teil der Systemfamilie der Missile Defense Agency weitergeführt. Die dafür vorgesehene Lenkwaffe trägt den Namen SM-3 oder auch Standard Missile 3.
Eine Variante gegen Landziele, die sogenannte Land Attack Standard Missile SM-4, wurde vor der Serienproduktion gestoppt. Damit besteht auch weiterhin eine Lücke zwischen der Feuerkraft und Reichweite von Schiffsartillerie und Marschflugkörpern wie der BGM-109 Tomahawk.

## Standard Missile 1 (SM-1)

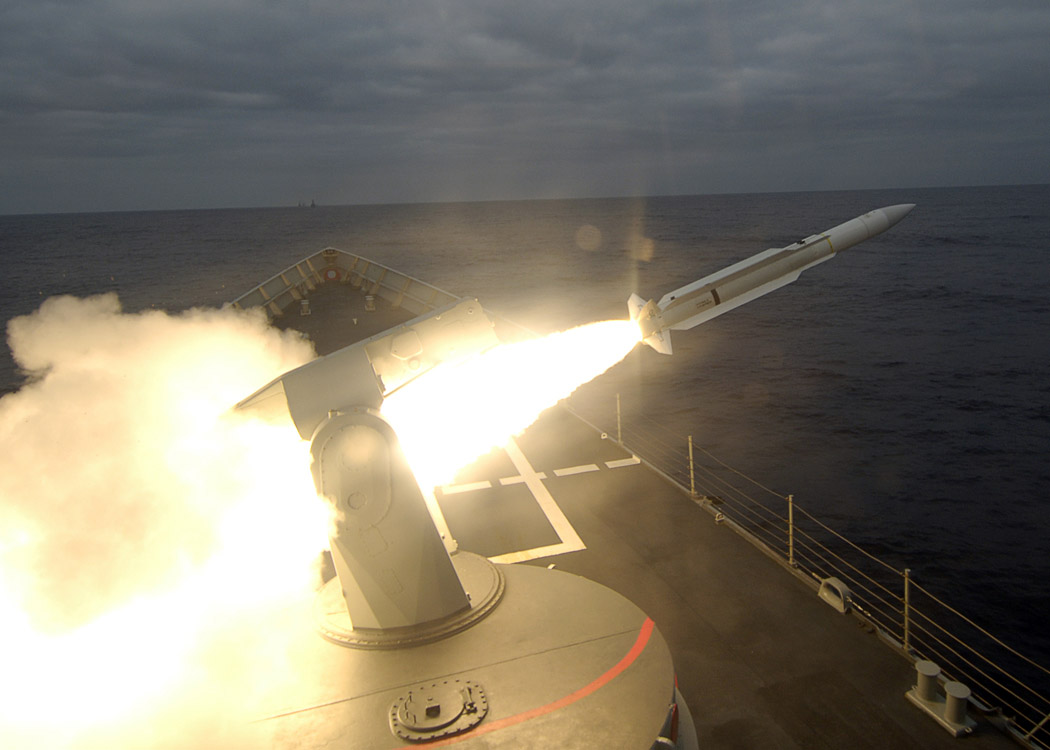
Eine SM-1 verlässt einen Mk-13-Starter

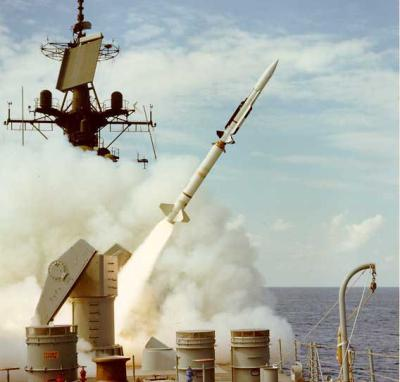
Start einer SM-1 ER mit Booster

Die Standard Missile 1 wurde konstruiert, um die Tartar-Lenkwaffe abzulösen. Daher ist die Rakete auch zum Mk-13-Starter und dem AN/SPG-51-Feuerleitradar des Tartar-Systems kompatibel. Es existieren auch einige Varianten, die durch einen zusätzlichen Booster über eine höhere Reichweite verfügen („Extended Range“, ER). Des Weiteren verfügt die Rakete über einen Modus zur Bekämpfung von Überwasserzielen. Allerdings ist der Sprengkopf im Vergleich zu zweckbestimmten Seezielflugkörpern erheblich kleiner, sodass dieser Modus hauptsächlich zur Bekämpfung kleinerer Schiffe wie den damals aufkommenden Schnellbooten und Flugkörperschnellbooten konzipiert wurde. Die SM-1 wurde von 1967 bis 1983 produziert. Sie wurde in der Spätphase des Vietnamkriegs Anfang der 1970er Jahre eingesetzt. In den Beständen der US-Marine wurde sie vollständig durch die SM-2 ersetzt. Danach blieb die Rakete noch in einigen anderen Staaten im aktiven Dienst, sodass der Hersteller Raytheon noch Support und Ersatzteile bereitstellte. Mit dem Ende der Unterstützung durch Raytheon übernahm ein staatliches Rüstungs- und Forschungsunternehmen auf Taiwan diese Aufgabe.

### Varianten der SM-1
- RIM-66A
  - Block I: Die erste Serienvariante. Es werden das Dual-Schub-Raketentriebwerk Mk 27 und der Gefechtskopf Mk 51 (62 kg) der Tartar-Lenkwaffe verwendet.
  - Block II und III: Es wurden kleinere Detailverbesserungen vorgenommen.
  - Block IV: Dies ist die am häufigsten produzierte Variante. Es wurden folgende Verbesserungen erreicht: geringere Mindestreichweite, erhöhte ECCM-Kapazitäten und eine geringere Aufschaltzeit. Die Rakete wurde 1968 in Dienst gestellt, wobei viele Block-III-Lenkwaffen nachträglich auf diesen Standard gebracht wurden.
- RIM-66B, Block V: Bei dieser Version wurde ein neuer Suchkopf und Autopilot eingeführt. Auch wird nun ein Mk-90-Gefechtskopf und ein Mk-56-Raketentriebwerk verwendet. Durch diese Maßnahmen konnte die Reichweite um etwa 45 % erhöht werden.
- RIM-66E, Block VI: Diese Variante erhielt einen neuen Mk-45-Näherungszünder sowie einen Monopuls-Radarsuchkopf, was die Leistung gegenüber Zielen mit geringem Radarquerschnitt verbesserte.
- RIM-67A: Hierbei handelt es sich um die ER-Variante (Extended Range) mit gesteigerter Reichweite. Sie unterscheidet sich mit Ausnahme des Antriebssystems nicht von den anderen RIM-66-Versionen. Neben einem anderen Raketentriebwerk (Mk 30) wurde ein zusätzlicher Booster (Mk 12) installiert, um die Reichweite zu steigern.
- RGM-66D: Diese Variante ist speziell für die Verwendung als Seezielflugkörper vorgesehen. Sie basiert auf der RIM-66B, wobei ein voll passiver Radarsucher verwendet wurde. Hierdurch kann die Rakete feindliche Schiffsradare gezielt bekämpfen.
- RGM-66E: Entspricht der D-Version, wurde jedoch von ASROC-Startern aus eingesetzt.
- RGM-66F: Diese Version sollte einen aktiven Radarsuchkopf zur Schiffsbekämpfung erhalten. Die Entwicklung wurde nach einigen Test im Jahre 1975 eingestellt.

## Standard Missile 2 (SM-2)

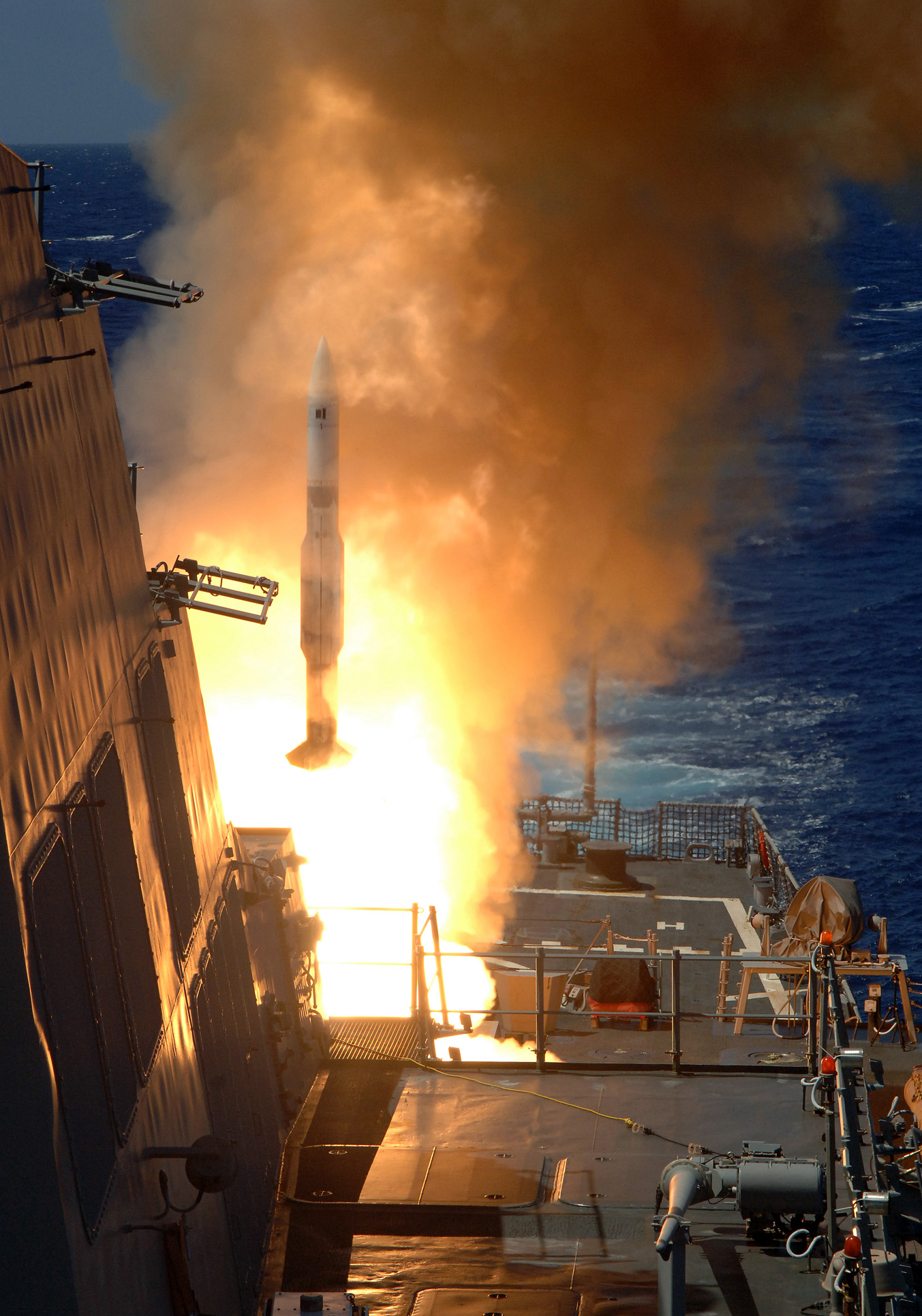
Eine SM-2 verlässt eine Senkrechtstartanlage für Flugkörper

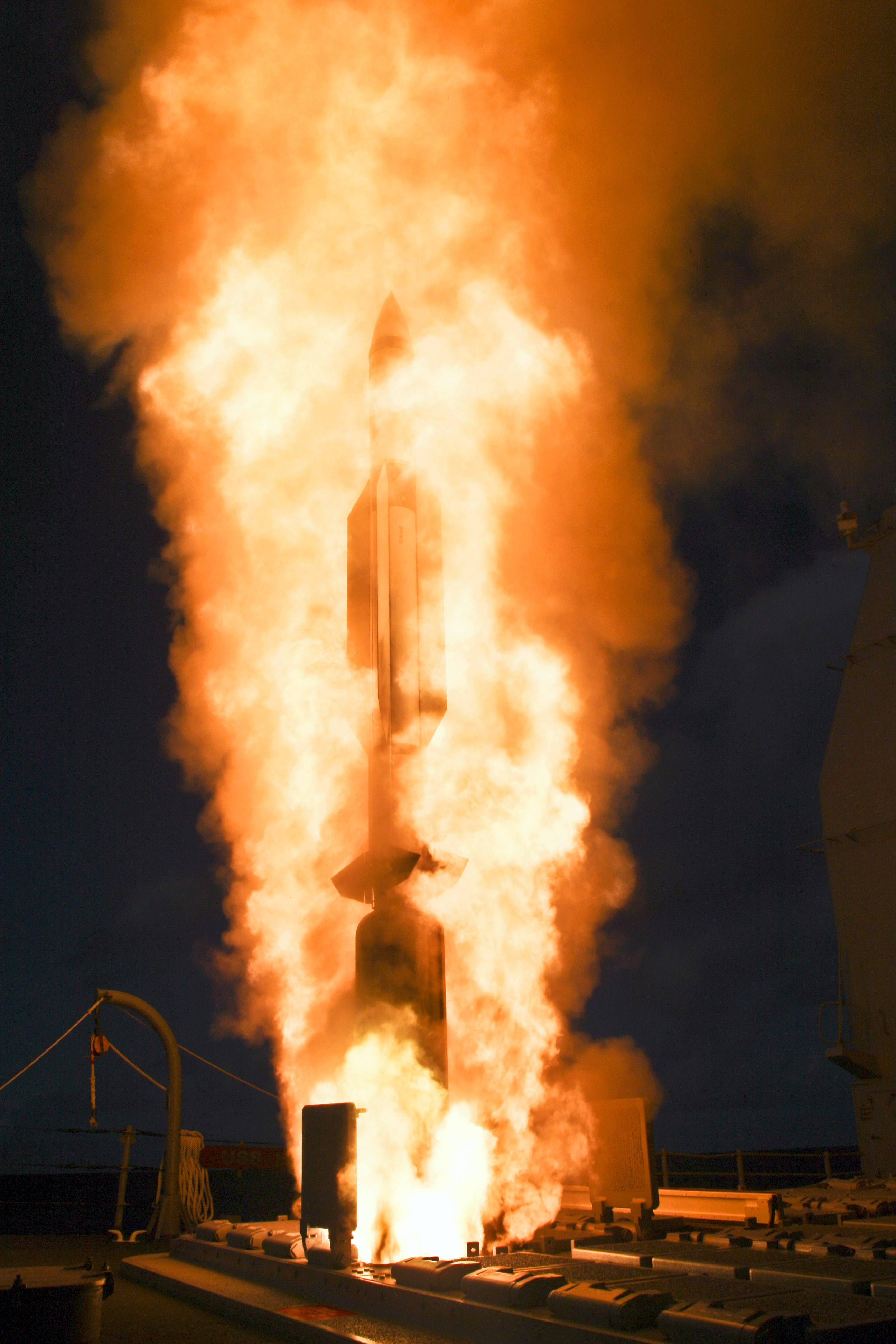
Senkrechter Start einer RIM-156A. Diese Variante hat einen Booster am Ende.

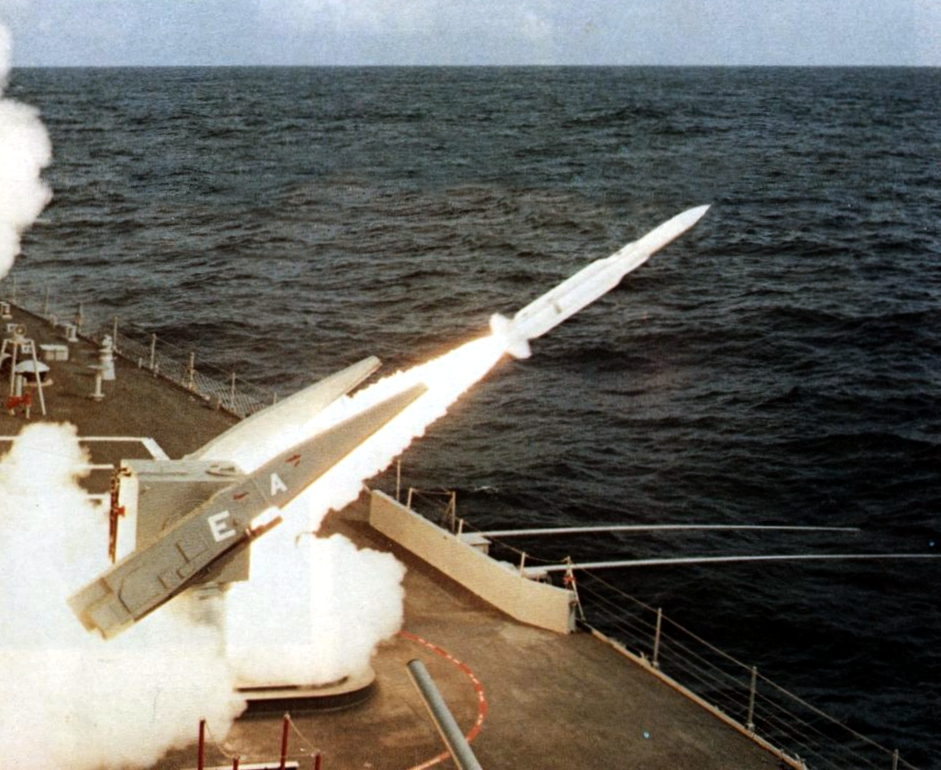
Eine SM-2 verlässt im Jahr 1979 einen Mark-26-Starter

Die SM-2 entstand aus der Forderung der US-Marine nach einer neuen Lenkwaffe, die zwar eine erheblich höhere Reichweite und Störfestigkeit als die SM-1 aufweisen, aber gleichzeitig auch mit möglichst vielen Komponenten des alten Systems kompatibel sein sollte. Daher kann die SM-2 unter anderem auch mit dem alten Mk-13-Starter sowie den Feuerleitradaren mit den JETDS-Bezeichnungen AN/SPG-51 und AN/SPG-60 verwendet werden. Diese Lenkwaffe ist der zentrale Bestandteil des Aegis-Kampfsystems und war von Anfang an für die Verwendung in Kombination mit dem Multifunktionsradar AN/SPY-1 und dem Feuerleitradar AN/SPG-62 vorgesehen. Daher benötigt der neue Suchkopf keine kontinuierliche Radarbeleuchtung des Ziels wie die SM-1. Beim Start erhält das inertiale Navigationssystem die Position des Zielobjektes vom Feuerleitsystem des Schiffes. Nach dem Start kann die SM-2 nun den größten Teil des Weges mit Hilfe ihres Navigationssystems autonom zurücklegen, so dass eine Radarbeleuchtung des Ziels nur in der Endphase des Fluges nötig ist.
Auch bei der SM-2-Familie gibt es Varianten mit erhöhter Reichweite („Extended Range“; ER).

### Varianten der SM-2
- RIM-66C, Block I: Dies ist die erste Serienvariante mit einem Gefechtskopf Mk 115, einem Monopuls-Radarsucher und einem neuen Autopiloten. Sie wurde 1978 in Dienst gestellt und bis 1983 produziert.
- RIM-66D, Block I: Gleicht der C-Variante, ist jedoch für die Verwendung auf Schiffen mit Tartar-Feuerleitsystemen angepasst.
- RIM-66G, Block II: Es wurde ein verbessertes Mk-104-Raketentriebwerk eingebaut, um die Leistung gegenüber schnellen und agilen Zielen zu erhöhen. Darüber hinaus wurden neue Signalprozessoren integriert, um die ECCM-Kapazitäten zu steigern. Ein neuer Näherungszünder und ein Gefechtskopf mit gerichteter Sprengwirkung gewährleisten eine höhere Abschusswahrscheinlichkeit. Diese Version ist für den Einsatz auf Aegis-Schiffen konzipiert und wurde 1983 in Dienst gestellt.
- RIM-66H, Block II: Die G-Variante für den Start aus einem VLS-System Mk 41.
- RIM-66J, Block II: G-Variante für Schiffe mit Tartar-Feuerleitsystem.
- RIM-66K, Block IIIA: Bei dieser Version wurde das Zielsystem überarbeitet, um eine bessere Leistung gegenüber tieffliegenden Zielen zu gewährleisten. Außerdem wurde der neue Mk-115-Gefechtskopf verwendet. Diese Rakete stützt sich auf das Tartar-Feuerleitsystem.
- RIM-66L, Block IIIA: Gleicht der K-Version, ist aber für den Einsatz durch das Aegis-Kampfsystem konzipiert.
- RIM-66M, Block IIIB: Diese Variante zeichnet sich durch einen zusätzlichen Infrarot-Suchkopf aus. Dieser wurde im Rahmen des Missile Homing Improvement Program (HMIP) entwickelt, um neueste Flugzeuge und Seezielflugkörper auch unter dem Einfluss massiver Radarstörung effektiv bekämpfen zu können. Diese Variante wurde in großen Stückzahlen beschafft und ist auf das VLS-System Mk 41 zugeschnitten. Raytheon stellt seit Anfang 2007 ein sogenanntes „Maneuverability Upgrade“ zur Verfügung, das die Manövrierfähigkeit der Rakete durch neue Software und eine Schubvektorsteuerung deutlich erhöht. Das Upgrade kann problemlos in bereits vorhandene Block-III-B-Lenkwaffen eingebaut werden. Aktuell (Stand: Januar 2009) wird auch ein verbessertes Zielerfassungssystem getestet.
- RIM-67B, Block I: Hierbei handelt es sich um die „Extended-Range“-Variante (ER) mit gesteigerter Reichweite. Dies wird wie bei der SM-1 ER mittels eines zusätzlichen Boosters erreicht. Diese Version wurde 1980 eingeführt.
- RIM-67C, Block II: Durch die Verwendung des neuen Mk-70-Boosters konnte die Reichweite nochmals massiv erhöht werden.
- RIM-67D, Block III: Diese Variante bekam ein neues Raketentriebwerk und ein verbessertes Zielsystem, ähnlich dem der RIM-66K.
- RIM-67E: Irrtümliche Bezeichnung für die RIM-156A
- RIM-156A, Block IV: Die Block-IV-Version wurde entwickelt, um eine bessere Verteidigung gegen hoch fliegende Ziele in großer Entfernung, neueste Seezielflugkörper und Ziele mit geringem Radarquerschnitt zu gewährleisten. Des Weiteren verfügt die Rakete über verbesserte ECCM-Kapazitäten. Die Block-IV-Variante wurde auch als Zwischenschritt zur Entwicklung der Block-IVA-Variante geplant, weshalb auch nur relativ geringe Stückzahlen beschafft wurden. Durch einen völlig neu entwickelten Booster (keine Flügel, Schubvektorsteuerung) war nun auch der Einsatz mit dem VLS-System Mk 41 möglich. Die Rakete wurde 1999 in Dienst gestellt und ist aktuell (Februar 2008) die weitreichendste konventionelle Luftabwehrlenkwaffe.
- RIM-156B, Block IVA: Mit dieser Variante sollte die wirkungsvolle Bekämpfung von ballistischen Raketen im Rahmen des Programms Navy Area TBMD ermöglicht werden. Trotz eines erfolgreichen Tests wurde das Programm und damit auch die Entwicklung dieser Variante im Dezember 2001 eingestellt. Ihre Aufgabe übernimmt nun die SM-3-Rakete.
- NT-SBT: Als die Entwicklung der Block-IVA-Variante eingestellt wurde, suchte man nach einer anderen Lösung, um ballistische Raketen innerhalb der Erdatmosphäre bekämpfen zu können. Als Basis sollte die Block-IV-Variante dienen. Die daraus entstandene Rakete heißt Near Term Sea-Based Terminal Weapon (NT-SBT), teils auch als „modified SM-2 Block IV“ bezeichnet, und ist primär zur Abwehr von in der Endphase befindlichen ballistischen Kurzstreckenraketen gedacht. Gegenüber der Block-IV-Variante wurden u. a. die Steuerungssoftware, der Booster und die Schubvektorsteuerung modernisiert. Im April 2006 wurde die Rakete erfolgreich gegen ein Unterschall-Testziel eingesetzt, im Mai desselben Jahres wurde eine Kurzstreckenrakete des Typs MGM-52 Lance erfolgreich abgefangen und im Juni 2007 wurde die erste Rakete aus der Serienproduktion an die US Navy übergeben. Am 5. Juni 2008 konnte die Lenkwaffe während eines Tests erfolgreich eine Kurzstreckenrakete beim Wiedereintritt in 19 km Höhe abfangen. Am 26. März 2009 wurde mit einer NT-SBT eine Kurzstreckenrakete abgefangen, während eine RIM-66L parallel einen Marschflugkörper abschoss.

### Einsätze von SM-2
Während der US-Intervention im ersten Golfkrieg kamen mehrmals Standard Missile 2 zum Einsatz. Bei der Operation Earnest Will im Jahr 1988 schoss die Vincennes damit irrtümlich ein als Iran-Air-Flug 655 verkehrendes Passagierflugzeug ab. Der Anti-Schiffs-Modus wurde während der Operation Praying Mantis im Jahr 1988 eingesetzt, um das iranische Schnellboot Joshan zu versenken.
Im Oktober 2016 setzte Mason im Roten Meer mehrmals SM-2 gegen Flugkörper ein, die aus dem Gebiet des Jemen anflogen.
Bei einem Übungsschießen im Juni 2018 in Norwegen gab es an Bord der deutschen Fregatte Sachsen eine Fehlfunktion einer SM-2 Block IIIA beim Start, wodurch es zu Schäden am Schiff kam.
Im Verlauf der Krise am Roten Meer ab 2023 setzten amerikanische und verbündete Schiffe vielfach Standard Missile 2 ein, zuerst durch die Carney am 19. Oktober 2023.
Beim Einsatz durch die Fregatte Hessen im Rahmen der EU-Operation Aspides am 26. Februar 2024 soll es eine Systemstörung bei der Fernsteuerung von zwei SM-2 gegeben haben, die nach unergiebiger Freund-Feind-Erkennung im südlichen Roten Meer gegen eine amerikanische Drohne des Typs MQ-9 Reaper gestartet wurden.

## Standard Missile 3 (SM-3)

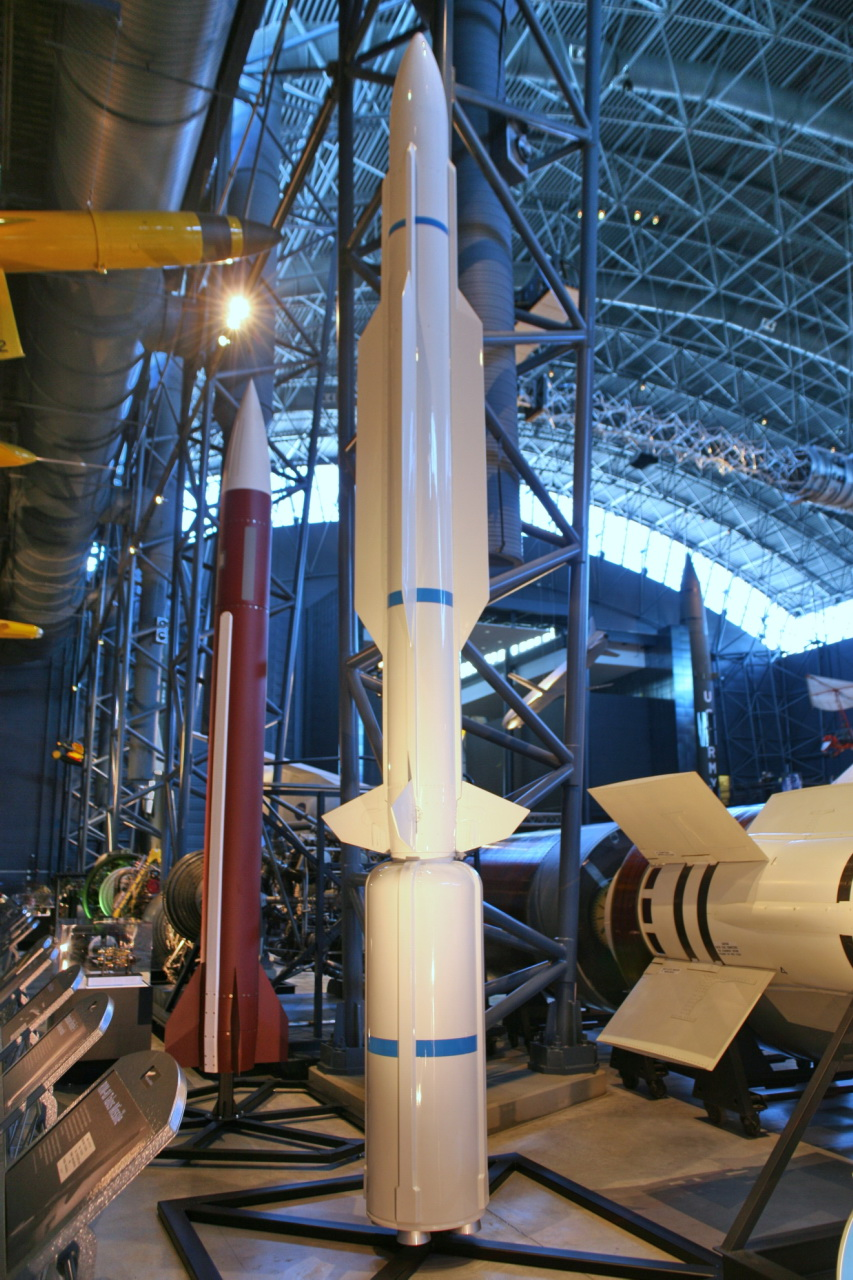
Modell der oberen zwei von drei Stufen einer SM-3 in der Sammlung des National Air and Space Museum

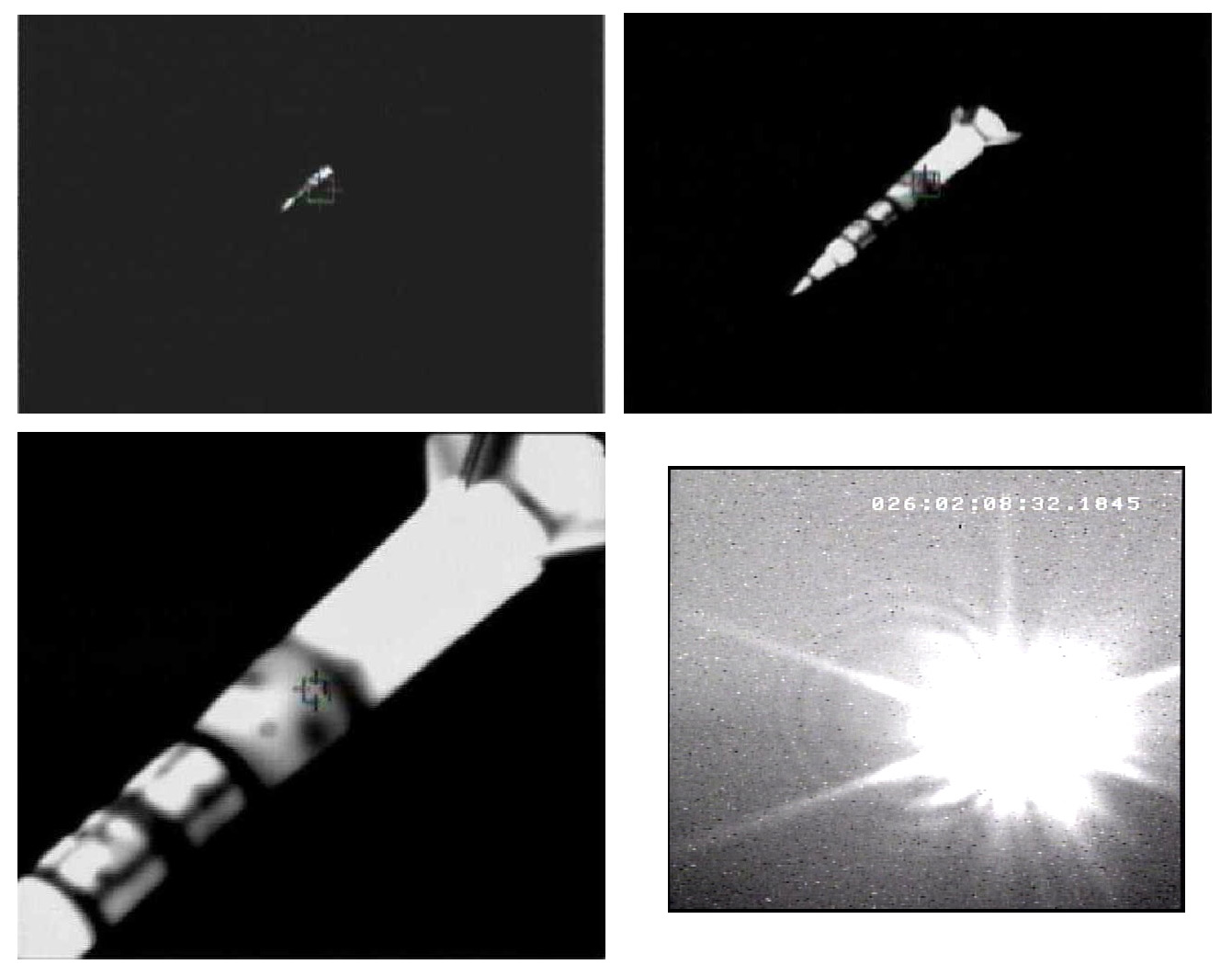
Aufnahmen des FLIR-Suchkopfes der SM-3. Das letzte Bild zeigt eine Aufnahme der Treffersituation durch Bodensensoren.

Nach dem Abbruch der Entwicklung der SM-2 Block IVA begann man im Rahmen des US-Raketen-Abwehrprogramms National Missile Defense die Entwicklung der Standard Missile 3 zum Abfangen von ballistischen Raketen. Die Zerstörung anfliegender Raketen erfolgt mit Hilfe eines kinetischen Gefechtskopfes (auch „kinetic warhead“ oder „kill vehicle“ genannt), der das Ziel außerhalb der Erdatmosphäre direkt trifft und durch seine hohe kinetische Energie zerstört. Es ist also keinerlei Sprengstoff wie bei konventionellen Gefechtsköpfen nötig. Der Abfangkurs wird mittels eines FLIR-Sensors ermittelt, der auf das Ziel aufschaltet. Der Gefechtskopf bringt sich anschließend mittels Schubdüsen auf Kollisionskurs mit dem Zielobjekt, um es zu zerstören. Die Kollision mit dem Zielobjekt findet bei einer Geschwindigkeit von über 8 km/s (28.800 km/h) statt. Die SM-3 kann auch ein Multiple-Kill-Vehicle-System tragen.
Die Entwicklung wird von der Missile Defense Agency geleitet, die im Rahmen dieses Abwehrprogramms gegründet wurde. 18 Schiffe (drei Lenkwaffenkreuzer, 15 Lenkwaffenzerstörer) der Navy waren 2010 damit ausgerüstet. Bis Januar 2010 konnte die SM-3 in 20 Tests 18 Ziele erfolgreich abfangen, was einer Trefferwahrscheinlichkeit von 90 % entspricht. In einem Test wurden zwei ballistische Raketen simultan abgefangen, wobei ein japanischer Zerstörer der Kongō-Klasse das Ziel ebenfalls verfolgte und eine simulierte Bekämpfung durchführte. Am 17. Dezember 2007 konnte das japanische Schiff Kongō eine von der Kauai Test Facility auf der Insel Kauaʻi gestartete ballistische Mittelstreckenrakete autonom in 160 km Höhe abfangen. Das Manöver wurde von der Lake Erie mitverfolgt, wobei das Schiff mit einem THAAD-System kontinuierlich Zieldaten austauschte. Der kinetische Gefechtskopf selbst hat sich in zusätzlichen Tests weitere sechs Mal bewährt.
Auch Japan plante die Einführung der SM-3-Abfangraketen auf Zerstörern der Selbstverteidigungsstreitkräfte zum Schutz vor möglichen nordkoreanischen Raketen. Daher beteiligte man sich mit mehreren Milliarden US-Dollar an der Systementwicklung.
Die SM-3-Rakete hat begrenzte Fähigkeiten als Antisatellitenwaffe. Der außer Kontrolle geratene Spionagesatellit USA-193 wurde am 21. Februar 2008 erfolgreich durch eine SM-3-Rakete in einem Abschussgebiet nördlich von Hawaii zerstört. Der Satellit wurde in einer Höhe von 247 km bei einer Geschwindigkeit von 10,5 km/s direkt getroffen. Gestartet wurde die Rakete von der Lake Erie, wobei die Decatur und die Russell mit zur Einsatzgruppe gehörten. Der Start wurde wesentlich durch die Tatsache verzögert, dass der Satellit unkontrolliert taumelte und somit keine genauen Bahndaten vor dem Abschuss ermittelt werden konnten. Folgende Ortungs- und Verfolgungssysteme wurden im Laufe der Operation genutzt: Sea-Based X-Band Radar, PAVE PAWS, BMEWS, AN/SPY-1B/D, THAAD-Radarsysteme, Testradare der Kauai Test Facility und diverse satellitengestützte Systeme.
Im Februar 2008 erhielt Raytheon vom US-Verteidigungsministerium den Auftrag, 102 Block-IA-Lenkwaffen SM-3 bis Anfang 2012 auszuliefern. Dabei sollten 75 Stück an die US Navy gehen und 27 an Japan.
Die Missile Defense Agency erwog auch eine landgestützte Version der SM-3, da Israel nach Möglichkeiten suchte, um iranische Mittelstreckenraketen außerhalb der Erdatmosphäre bekämpfen zu können. Raytheon arbeitete an einem begrenzt mobilen System mit acht an Land aufstellbaren Senkrechtstart-Modulen. Der Flugkörper selbst hätte nur geringfügig modifiziert werden müssen, allerdings wären umfassende Änderungen am Command-and-Control-System nötig geworden, um ihn in das israelische Kommunikationsnetzwerk zu integrieren.

### Testergebnisse mit SM-3

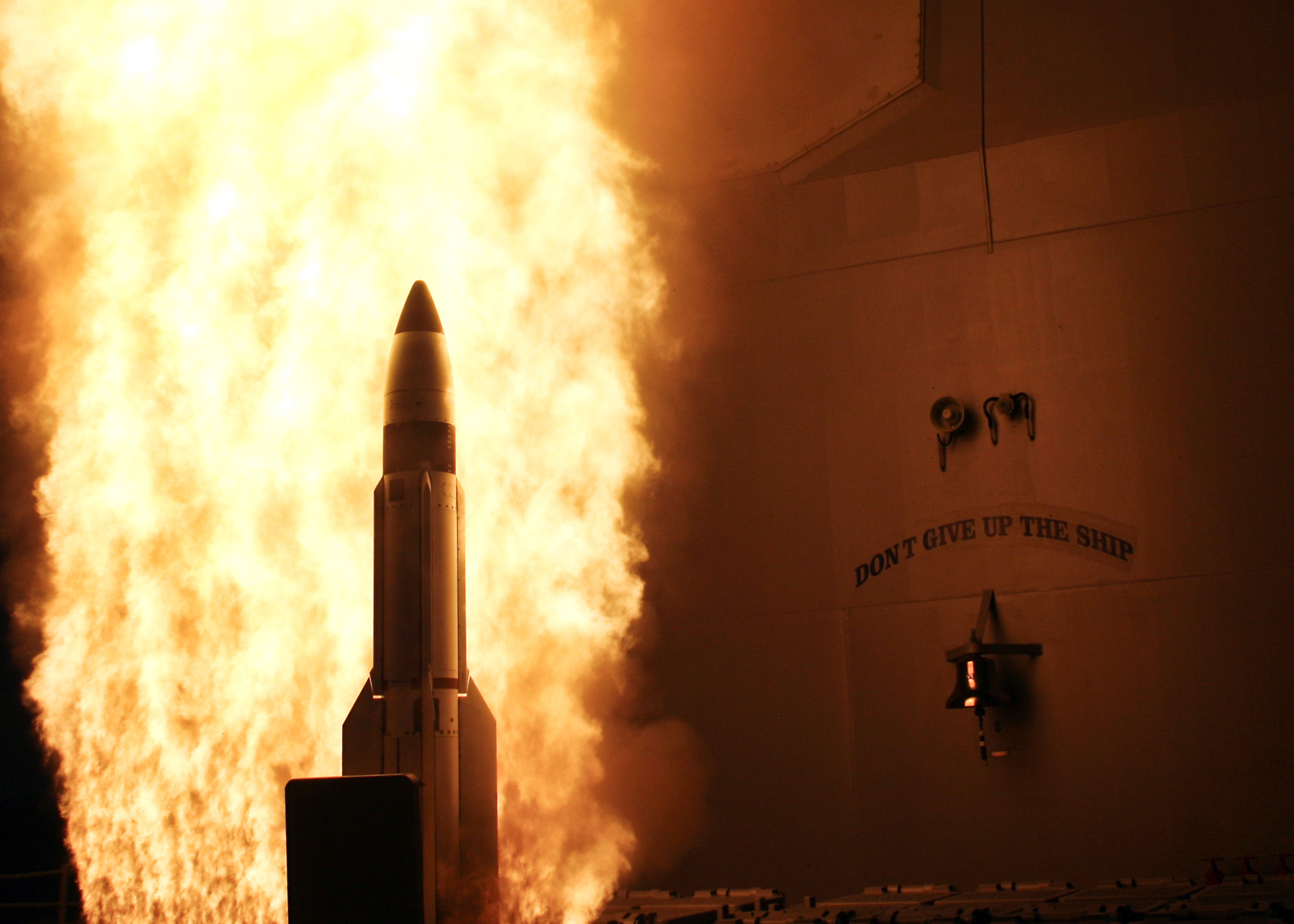
Start einer SM-3 von Bord des Lenkwaffenkreuzers Lake Erie zur Zerstörung des Satelliten USA-193

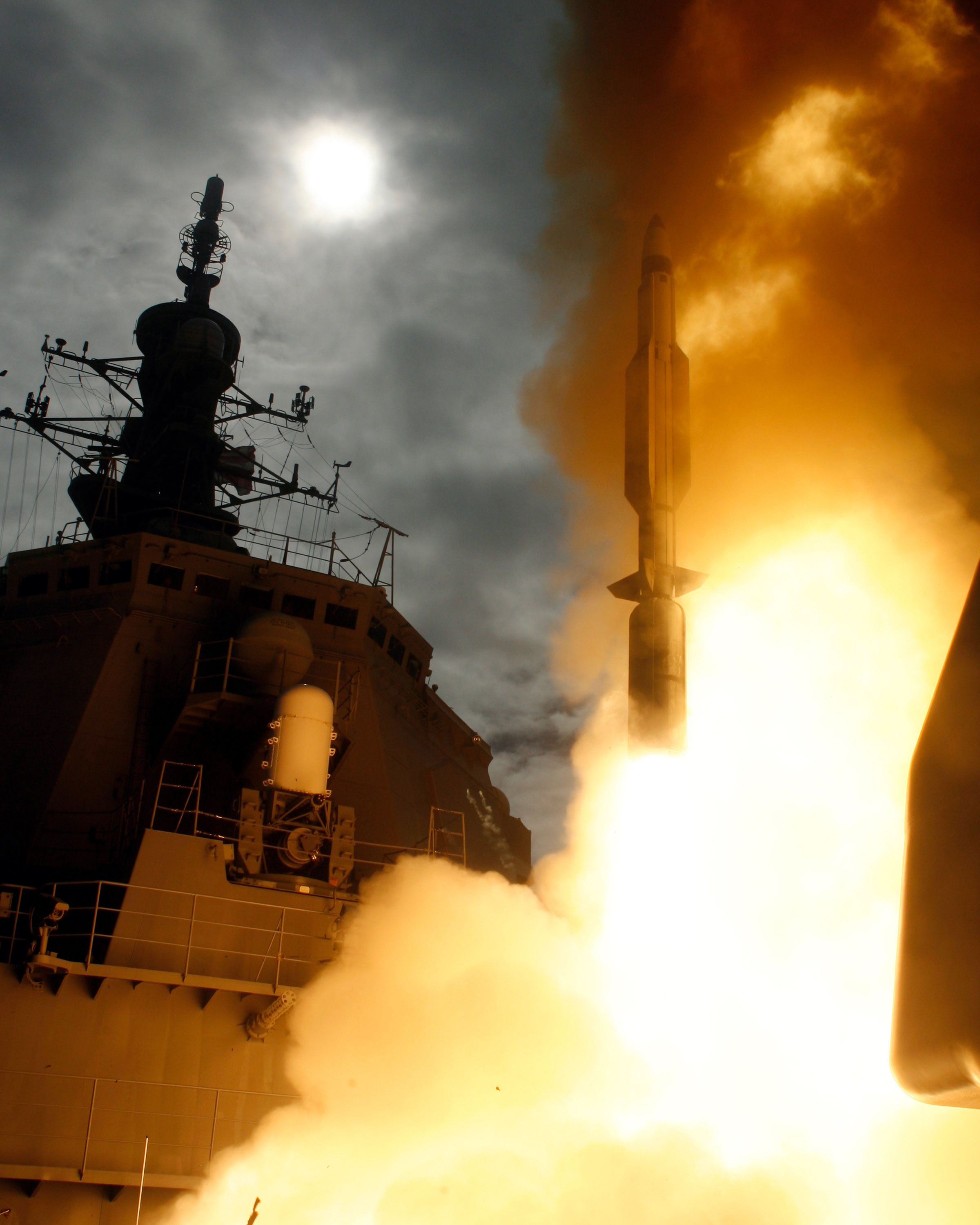
Eine SM-3 kurz nach dem Verlassen des Mk-41-VLS

| Datum          | Zieltyp            | Reichweite des Ziels | Separierender Gefechtskopf | Plattform             | Testergebnis              |
| -------------- | ------------------ | -------------------- | -------------------------- | --------------------- | ------------------------- |
| Januar 2002    | SRBM               | 300–500 km           | nein                       | Lake Erie             | Erfolg                    |
| Januar 2002    | SRBM               | 300–500 km           | nein                       | USS Lake Erie         | Erfolg                    |
| November 2002  | SRBM               | 160–600 km           | nein                       | USS Lake Erie         | Erfolg                    |
| Juni 2003      | SRBM               | 160–600 km           | nein                       | USS Lake Erie         | Fehlschlag                |
| Dezember 2003  | SRBM               | 160–600 km           | nein                       | USS Lake Erie         | Erfolg                    |
| Februar 2005   | SRBM               | 160–600 km           | nein                       | USS Lake Erie         | Erfolg                    |
| November 2005  | MRBM               | 227–925 km           | ja                         | USS Lake Erie         | Erfolg                    |
| Juni 2006      | MRBM               | 227–925 km           | ja                         | Shiloh                | Erfolg                    |
| Dezember 2006  | SRBM               | 400 km               | nein                       | USS Lake Erie         | Fehlschlag                |
| April 2007     | SRBM               | 400 km               | nein                       | USS Lake Erie         | Erfolg                    |
| Juni 2007      | MRBM               | 227–900 km           | ja                         | Decatur               | Erfolg                    |
| August 2007    | geheim             | geheim               | geheim                     | geheim                | Erfolg                    |
| November 2007  | 2 × SRBM           | 400 km               | nein                       | USS Lake Erie, Kongō  | 2 × Erfolg                |
| Dezember 2007  | MRBM               | 227–900 km           | ja                         | Kongō                 | Erfolg                    |
| Februar 2008 ¹ | Satellit (USA-193) | –                    | –                          | USS Lake Erie         | Erfolg ¹                  |
| November 2008  | 2 × SRBM           | unbk.                | unbk.                      | Hopper, Paul Hamilton | 1 × Fehlschlag 1 × Erfolg |
| Juli 2009      | SRBM               | unbk.                | unbk.                      | USS Hopper            | Erfolg                    |
| Oktober 2009   | MRBM               | unbk.                | ja                         | Myōkō                 | Erfolg                    |
| Oktober 2010   | MRBM               | 1.000 km             | ja                         | Kirishima             | Erfolg                    |
| April 2011     | IRBM               | 2.400–5.500 km       | ja                         | O’Kane                | Erfolg                    |
| September 2012 | unbk.              | unbk.                | unbk.                      | USS Lake Erie         | Fehlschlag                |
| Mai 2012       | unbk.              | unbk.                | unbk.                      | USS Lake Erie         | Erfolg                    |
| Juni 2012      | unbk.              | unbk.                | ja                         | USS Lake Erie         | Erfolg                    |

### Varianten der SM-3

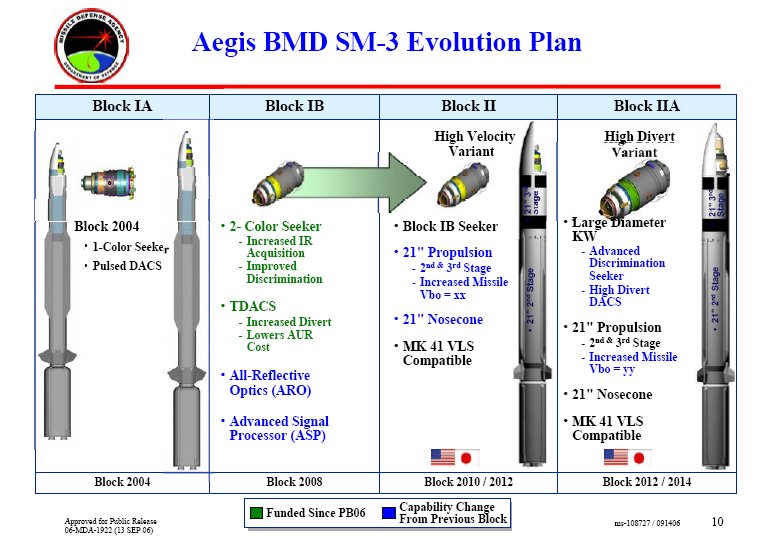
Projektplan zur Weiterentwicklung der SM-3

Seit 2004 plante das Verteidigungsministerium eine stetige Verbesserung der SM-3. Dies sollte in mehreren Schritten (englisch „Blocks“) erfolgen, wobei die Entwicklung Anfang 2007 begann. Es folgt ein Überblick der geplanten Varianten.
- RIM-161A, Block I: Eine Reihe von Prototypen auf Basis der RIM-156A. Es wurden elf Raketen beschafft.
- RIM-161B, Block IA: Bezeichnet die Version, die seit 2004 bei Tests eingesetzt wurde und einen Monoband-FLIR-Sensor verwendet. Es sollten 82 Lenkwaffen beschafft werden.
- RIM-161C, Block IB: Bei dieser Variante wurde der kinetische Gefechtskopf verbessert. Hierzu wurde ein Dualband-FLIR-Sensor integriert, der zwei Frequenzbänder gleichzeitig auswerten kann. Zusammen mit einem neuen Bordcomputer wird so die Abfangleistung erhöht, besonders im Umfeld von Störmaßnahmen und Täuschkörpern. Zusätzlich wurden weitere Verbesserungen an der Optik durchgeführt, um eine höhere Erfassungsreichweite zu gewährleisten. Des Weiteren wurde ein neues Antriebssystem entwickelt, das die Schubdüsen präziser kontrollieren kann und damit eine genauere Kurssteuerung gewährleisten soll. Der erste Teststart erfolgte von der Lake Erie im Mai 2012. Die Einführung fand im April 2014 statt, es sollten insgesamt 52 Raketen beschafft werden.
- Block II: Neben weiteren kleinen Modifikationen am Gefechtskopf steht bei dieser Variante die Verbesserung der Flugeigenschaften im Vordergrund. Die gesamte Rakete soll im Durchmesser auf 53 cm vergrößert werden, sodass der verfügbare Platz in einem Mk-41-Vertical Launching System voll ausgenutzt werden kann. Hierdurch kann wesentlich mehr Treibstoff mitgeführt werden, was besonders die Bekämpfung von Interkontinentalraketen erleichtert. Auch Japan wollte sich an der Entwicklung dieser Variante beteiligen, die zwischen 2010 und 2012 hätte eingeführt werden sollen.
- Block IIA: Diese Weiterentwicklung der SM-3 würde einen größeren kinetischen Gefechtskopf umfassen mit einer nochmals verbesserten Störfestigkeit und Manövrierbarkeit. Der erste Teststart fand im Juni 2015 statt und zu jenem Zeitpunkt war die Einführung für 2018 vorgesehen, wobei sich Japan auch an dieser Version beteiligte.[9]
- Block IIB: Projektierte SM-3-Ausführung unter Verwendung nur des Sensorenpakets der Vorgängermodelle. Ziel der neu zu entwickelnden Lenkwaffe wäre es, ICBM auch während der Startphase (engl. boost phase) in einer Höhe von 20 bis 40 km zu bekämpfen.[10] Als Einsatzplattform dienen primär die Aegis-Schiffe.[11]

### Einsätze von SM-3
Der erste Gefechtseinsatz der Standard Missile 3 erfolgte während des iranischen Luftangriffs auf Israel am 13. April 2024. Die Zerstörer Arleigh Burke und Carney setzten aus dem östlichen Mittelmeer vor der Küste Israels mehrere der Flugkörper gegen iranische Mittelstreckenraketen ein.
Im Zuge vom Israelisch-iranischen Krieg starteten zwei US-Zerstörer aus dem Mittelmeer RIM-161-Standard-Missile-3-Lenkflugkörper zum Abfangen von iranischen Mittelstreckenraketen.

## Standard Missile 4 (LASM)
Die SM-4 war als Landzielflugkörper konzipiert und wurde als RGM-165 LASM (Land Attack Standard Missile) bezeichnet. Dazu wurde der Radarsucher durch einen GPS/INS-Sucher und der Gefechtskopf durch einen Mark 125 der SM-2MR Block IIIA mit 135 kg ersetzt. Ansonsten war sie mit der SM-2MR identisch. Die Reichweite im Schiff-Boden-Einsatz betrug 280 km. Damit sollten Bodentruppen an Land von See aus mit Feuerunterstützung versorgt werden, wenn eine BGM-109 Tomahawk überdimensioniert gewesen wäre. Die LASM hätte das Ziel im Sturzflug angegriffen und wäre kurz über dem Boden detoniert, um die Wirkung zu erhöhen. Nachdem Ende 1997 der neue Sucher an drei modifizierten RIM-66K SM-2MR Block III getestet worden war, begann die LASM-Entwicklung und die Bezeichnung RGM-165A wurde vergeben. Ursprünglich sollten 800 SM-2MR-Block-II/III-Flugkörper in RGM-165A umgebaut werden, um ab 2003/2004 bereitzustehen. Die US Navy beendete das Programm jedoch 2002 mit der Begründung, dass die Waffe weder bewegte noch gehärtete Ziele erfolgreich angreifen könne.

## Standard Missile 5
Ein Projekt sollte eine Flugabwehrlenkwaffe der nächsten Generation mit dem Arbeitstitel Standard Missile 5 hervorbringen. Nach einer Erörterung von Alternativen, bei der mehr Wert auf Kosten gelegt wurden, entschied sich die US Navy für das inkrementelle Vorgehensmodell mit der SM-6. Die Standard Missile 6 sollte bei nur der Hälfte der Kosten 80 Prozent der Fähigkeiten einer SM-5 aufweisen.

## Standard Missile 6

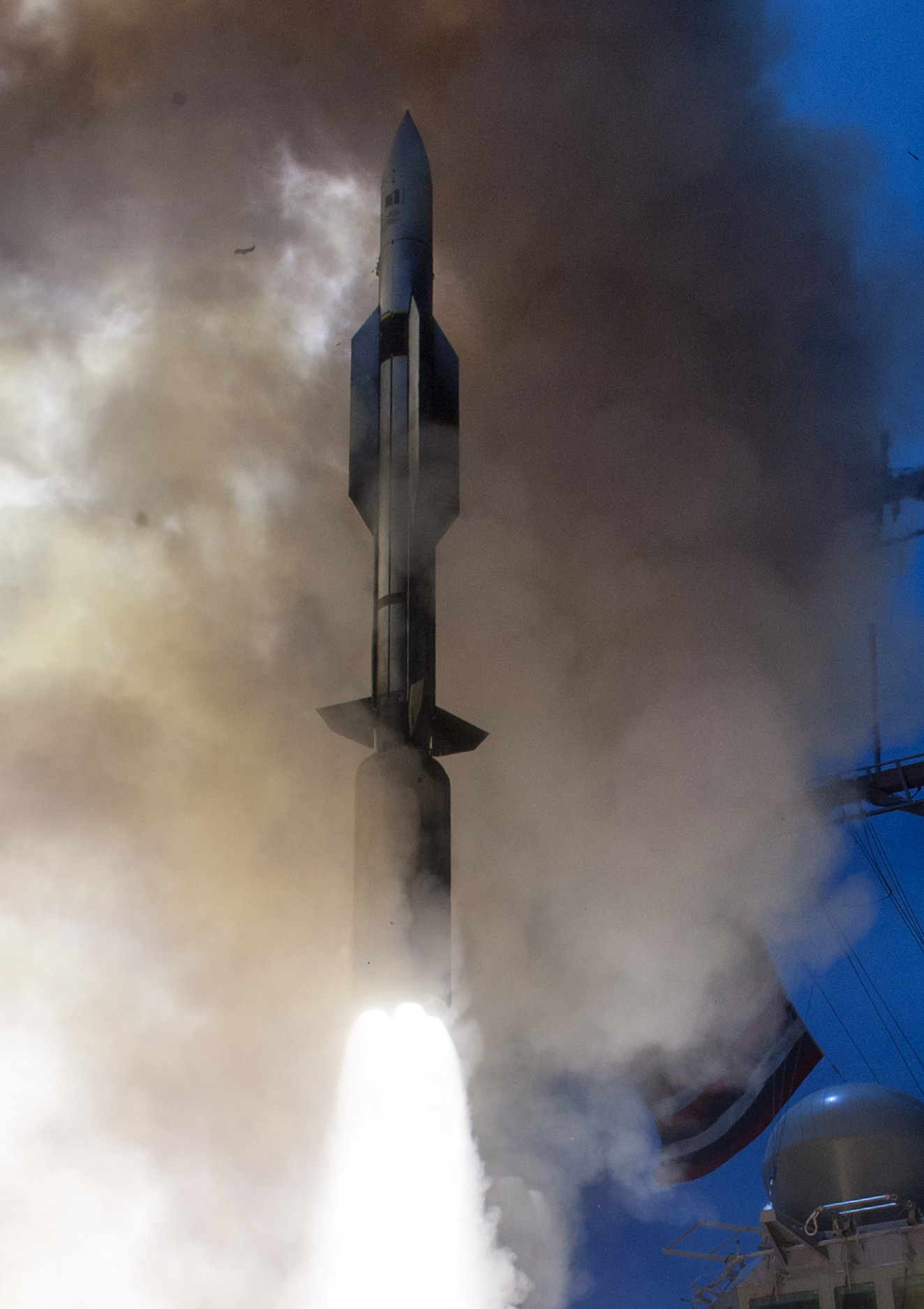
SM-6 ERAM beim Start

Die RIM-174 SM-6 ERAM (Extended Range Active Missile) ist eine Weiterentwicklung der SM-2-Rakete, welche die Bekämpfung neuester Kampfflugzeuge und Marschflugkörper verbessern soll. Zu diesem Zweck wurde der aktive Radarsuchkopf der AIM-120C-7-AMRAAM-Rakete so angepasst, dass er in das Gehäuse der Block-IV-Rakete SM-2 eingebaut werden kann. Durch diesen Schritt ist es möglich, Entwicklungszeit und Kosten erheblich zu reduzieren und die Zuverlässigkeit zu steigern, da die meisten Komponenten bereits ausgereift sind und lediglich geringfügig modifiziert werden müssen. Durch das bordeigene Radar ist es möglich, auch Ziele zu bekämpfen, die sich hinter dem Radarhorizont der Startplattform befinden. Darüber hinaus können auch Seeziele sowie ballistische Raketen innerhalb der Atmosphäre bekämpft werden.
Die aus der Luft startbare Variante AIM-174B Standard Missile 6 Air Launched Configuration wurde ab den 2010er Jahren entwickelt und 2024 in den aktiven Dienst bei der US Navy übernommen.
Gegenüber dem originalen AMRAAM-Suchkopf wurde die Antenne im Durchmesser von 18 cm auf 34 cm vergrößert, um deren Leistung zu steigern. Die Zieldaten werden in diesem Fall von anderen Sensorplattformen – unter anderem über das Cooperative-Engagement-Capability-System – zur Verfügung gestellt (z. B. von AWACS-Maschinen oder Kampfflugzeugen). Eine klassische halb-aktive Lenkung mit einem Zielradar ist allerdings auch weiterhin möglich. Die Reichweite soll wie bei der RIM-156A über 370 km (200 NM+) betragen. Die maximale Fluggeschwindigkeit liegt bei über Mach 3,5 (über 4321,8 km/h bzw. 1,2 km/s).
Nach dem Projektabbruch der SM-2ER Block IVA (RIM-156B) bekam Raytheon 2004 den Entwicklungsauftrag für die RIM-174 SM-6 ERAM. Der Projektstart erfolgte 2005. Die ersten Integrationstests wurden 2007 durchgeführt. Am 24. Juni 2008 konnte die SM-6 eine Zieldrohne des Typs BQM-74 erfolgreich abschießen. Hierzu verwendete sie ihren aktiven Radarsucher und erzielte einen direkten Treffer. Am 8. Mai 2009 wurde ein Marschflugkörper über Land erfolgreich abgefangen. Hierbei wurde die Lenkung während des Marschfluges durch ein Vorserienmodell der ebenfalls in der Entwicklung befindlichen E-2D Hawkeye durchgeführt. Die Kommunikation wurde hierbei über den CEC-Datenlink abgewickelt. Am 14. Januar 2010 fand der vierte gelenkte Flugtest statt, so dass die Lenkwaffe danach auch auf See erprobt werden konnte.
Im Jahre 2006 erhielt Raytheon den Auftrag, die Produktion der Lenkwaffe bis 2011 für die Vorserienproduktion hochzufahren. Im März 2011 wurde dann die erste SM-6 an die US Navy ausgeliefert. Drei Monate später erhielt der Konzern dann einen Auftrag über 182 Mio. US-Dollar, welcher die Produktion von 59 weiteren Lenkwaffen vorsieht. Im Oktober 2013 erfolgte eine Bestellung mit einem Volumen von 243 Mio. US-Dollar für weitere 89 Lenkwaffen. Mit der Installation der ersten Lenkwaffen auf der Kidd wurde am 27. November 2013 die operationelle Reife erreicht, die volle Einsatzbereitschaft (FOC) besteht seit Ende April 2017. Bis zum April 2017 wurden 330 Lenkwaffen ausgeliefert.
Eine Fähigkeit, hyperschallschnelle Gleitvehikel und Marschflugkörper abwehren zu können, wird von der Missile Defense Agency mit Stand 2022 durch Weiterentwicklung der RIM-174 Standard ERAM (SM-6) zum Glide Phase Interceptor (GPI) betrieben.:9–10

### Varianten der SM-6

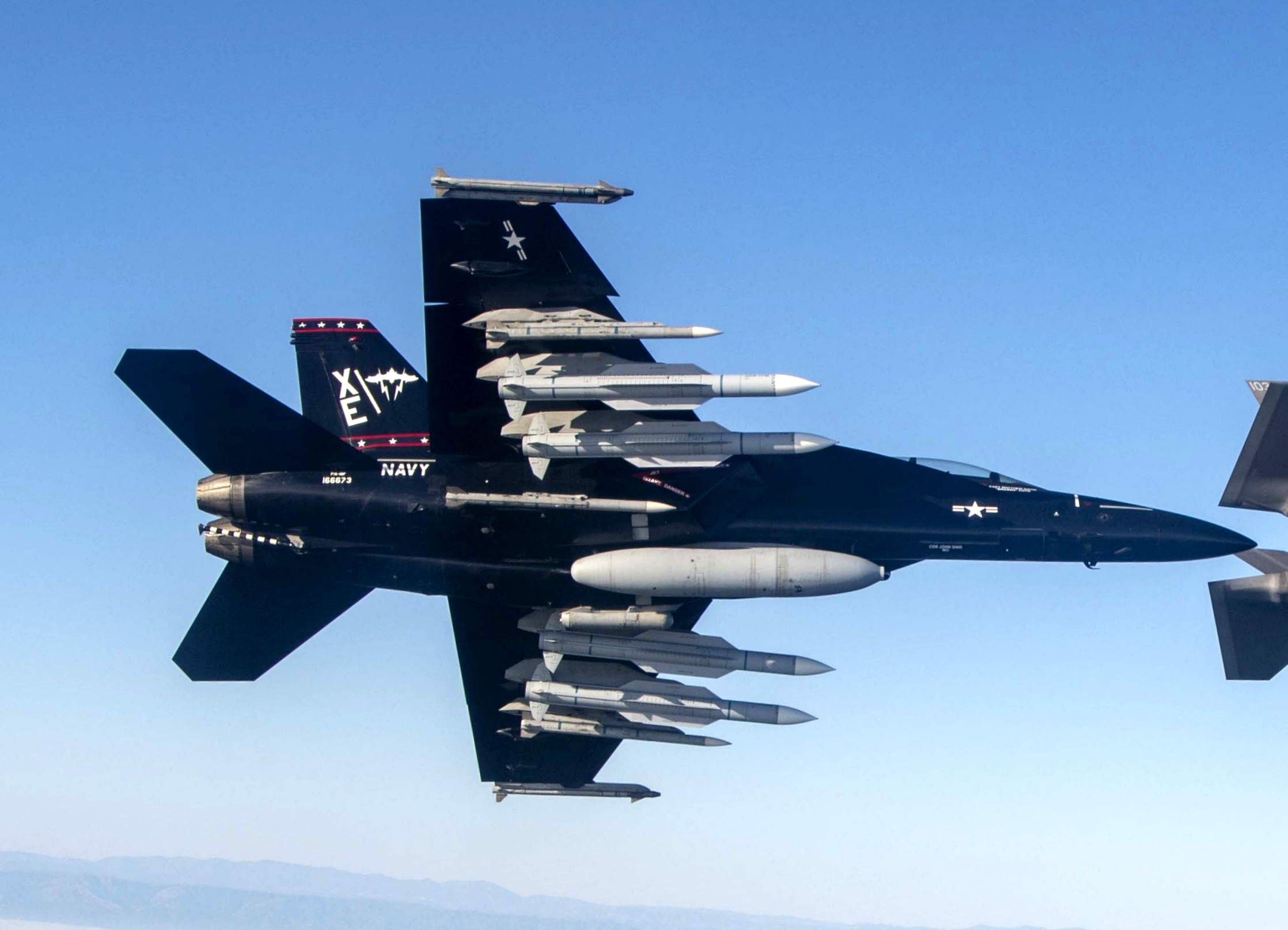
AIM-174B an einer F/A-18E „Super Hornet“

- RIM-174A SM-6 Block IA: Für den Start aus dem VLS-System Mk 41. Zur Bekämpfung von Flugzielen und ballistischen Raketen.
- RIM-174B SM-6 Block IAU: Für den Start aus dem VLS-System Mk 41. Zur Bekämpfung von Flugzielen, ballistischen Raketen sowie Bodenzielen.
- AIM-174B: Luft-Luft-Rakete für den Einsatz ab der F/A-18E/F „Super Hornet“
- RIM-174C SM-6 Block IB: Version für den Start aus dem VLS-System Mk 41 sowie dem fahrzeuggebundenen Typhon-Starter. Wird im Rahmen der „Typhon Mid-Range Capability“ als Ballistische Kurzstreckenrakete gegen Bodenziele eingesetzt.

## Plattformen

### SM-1
- USA: Oliver-Hazard-Perry-Klasse, California-Klasse, Virginia-Klasse, Truxtun
- Europa: Cassard-Klasse (Frankreich), Audace-Klasse, De-la-Penne-Klasse (Italien), Tromp-Klasse, Jacob-van-Heemskerck-Klasse (Niederlande), Lütjens-Klasse (Deutschland)
- Japan: Tachikaze-Klasse, Hatakaze-Klasse

### SM-2
Anmerkung: Alle Schiffe, die SM-2-Raketen einsetzen können, waren zu den SM-1-Raketen kompatibel, sofern sie über einen Mk-13- oder Mk-26-Starter verfügten.
- USA: Ticonderoga-Klasse, Arleigh-Burke-Klasse, Belknap-Klasse, Leahy-Klasse, Virginia-Klasse
- Europa: Álvaro-de-Bazán-Klasse (Spanien), De-Zeven-Provinciën-Klasse (Niederlande), Sachsen-Klasse (Deutschland), Milgem-Klasse (Türkei)
- Sonstige: Iroquois-Klasse (Kanada), Kongō-Klasse (Japan)

### SM-3
- USA:
  - Schiffe: Ticonderoga-Klasse, Arleigh-Burke-Klasse
  - Landgestützt: Aegis Ashore
- Japan: Kongō-Klasse, Maya-Klasse

### SM-6
- USA:
  - Schiffe: Arleigh-Burke-Klasse, Zumwalt-Klasse
  - Flugzeuge: F/A-18 Super Hornet (Air Launched Configuration)
  - Landgestützt: Typhon Mid-Range Capability der United States Army: Mark 70 Mod 1 Payload Delivery System (bodengestützte VLS Senkrechtstartanlage)[29]
- Japan: Maya-Klasse

## Technische Daten
| System          | SM-1                       | SM-1                            | SM-2                                                 | SM-2                                             | SM-3                                                              | SM-6                                                                        |
| System          | Medium Range               | Extended Range                  | Medium Range                                         | Extended Range                                   | SM-3                                                              | SM-6                                                                        |
| --------------- | -------------------------- | ------------------------------- | ---------------------------------------------------- | ------------------------------------------------ | ----------------------------------------------------------------- | --------------------------------------------------------------------------- |
| Variante        | RIM-66E                    | RIM-67A                         | RIM-66M                                              | RIM-156A                                         | RIM-161B                                                          | RIM-174                                                                     |
| Länge           | 4,41 m                     | 7,90 m                          | 4,72 m                                               | 6,55 m                                           | 6,60 m                                                            | ~6,55 m                                                                     |
| Startgewicht    | 496 kg                     | 1.341 kg                        | 708 kg                                               | 1.466 kg                                         | 1.501 kg                                                          | ~1.510 kg                                                                   |
| Durchmesser     | 0,34 m                     | 0,34 m                          | 0,34 m                                               | 0,53 m                                           | 0,34 m                                                            | 0,53 m                                                                      |
| Spannweite      | 1,08 m                     | 1,60 m                          | 1,08 m                                               | 1,08 m                                           | 1,57 m                                                            | 1,57 m                                                                      |
| Antrieb         | einstufige Feststoffrakete | zweistufige Feststoffrakete     | einstufige Feststoffrakete                           | zweistufige Feststoffrakete                      | dreistufige Feststoffrakete                                       | zweistufige Feststoffrakete                                                 |
| Reichweite      | 45 km                      | 65 km                           | 167 km                                               | 185–370 km                                       | 500 km+                                                           | 370 km+                                                                     |
| Einsatzhöhe     | 19 km                      | 24 km                           | 24 km+                                               | 33 km                                            | Mindestens 247 km                                                 | 34 km                                                                       |
| Geschwindigkeit | Mach 2+                    | Mach 2+                         | Mach 3,5                                             | Mach 3,5                                         | Mach 8                                                            | Mach 3,5                                                                    |
| Lenkung         | Semi-aktive Radarzielsuche | Semi-aktive Radarzielsuche, INS | Semi-aktive Radarzielsuche, INS, 2-Weg Datenlink, IR | Semi-aktive Radarzielsuche, INS, 2-Weg Datenlink | Datenlink, GPS, INS, FLIR                                         | Semi-aktive Radarzielsuche, Aktive Radarzielsuche, GPS, INS, Datenlink, CEC |
| Gefechtskopf    | 62 kg Continuous Rod       | 62 kg Continuous Rod            | 113 kg hochexplosiv/Splitter                         | 113 kg hochexplosiv/Splitter                     | Lightweight Exo-Atmospheric Projectile (kinetischer Gefechtskopf) | Mk 125, 113 kg insensitiv/hochexplosiv/Splitter                             |
| Zündung         | Aufschlag-/Näherungszünder | Aufschlag-/Näherungszünder      | Aufschlag-/Näherungszünder                           | Aufschlag-/Näherungszünder                       | keine Zündung vorhanden                                           | Aufschlag-/Näherungszünder                                                  |
| Startsysteme    | Mk 13                      | Mk 10                           | Mk 13 / Mk 26 / Mk 41                                | Mk 41                                            | Mk 41                                                             | Mk 41                                                                       |
| Einführungsjahr | 1970                       | 1981                            | 1981                                                 | 1998                                             | Erprobung ab 2004                                                 | 2013                                                                        |
| Stückpreis      | 402.500 USD                | 409.000 USD                     | 421.400 USD                                          | k. A.                                            | ca. 990.000 USD                                                   | k. A.                                                                       |

## Vergleichbare Systeme
- SA-N-3
- SA-N-6
- SA-N-20
- RIM-162 Evolved Sea Sparrow Missile
- Sea Dart
- HQ-9 (chinesische Version der S-300P)
- Aster 15/30